# Letná
Letná (ehemals als Sommerberg bzw. Belvedere bekannt) ist der Flurname eines Prager Hügels nördlich der Altstadt und die Kurzbezeichnung der erhöhten Ebene (Letenská pláň) und des sie umgebenden Parks (Letenské sady). Die Letná-Höhe liegt in den Prager Katastralgemeinden Bubeneč und Holešovice. Trotz seiner zentrumsnahen Lage ist das Gebiet großenteils noch immer eine Freifläche mit wechselnden Nutzungen und ein beliebter Naherholungsort.

## Lage
Die Letná liegt nordwestlich des Stadtzentrums im Bezirk Prag 7. Die südliche Hälfte gehört zur Prager Katastralgemeinde Holešovice und die nördliche Hälfte zu Bubeneč, wobei die Ulice Milady Horákové (Milada-Horáková-Straße) die Trennlinie darstellt. Die Kleinseite und Hradčany sind die anliegenden Stadtteile im Südwesten und Westen, während der Stromovka-Park von Norden her an die Letná angrenzt. Die Moldau trennt die Letná von der Altstadt im Norden und der Neustadt im Süden.

## Der Park

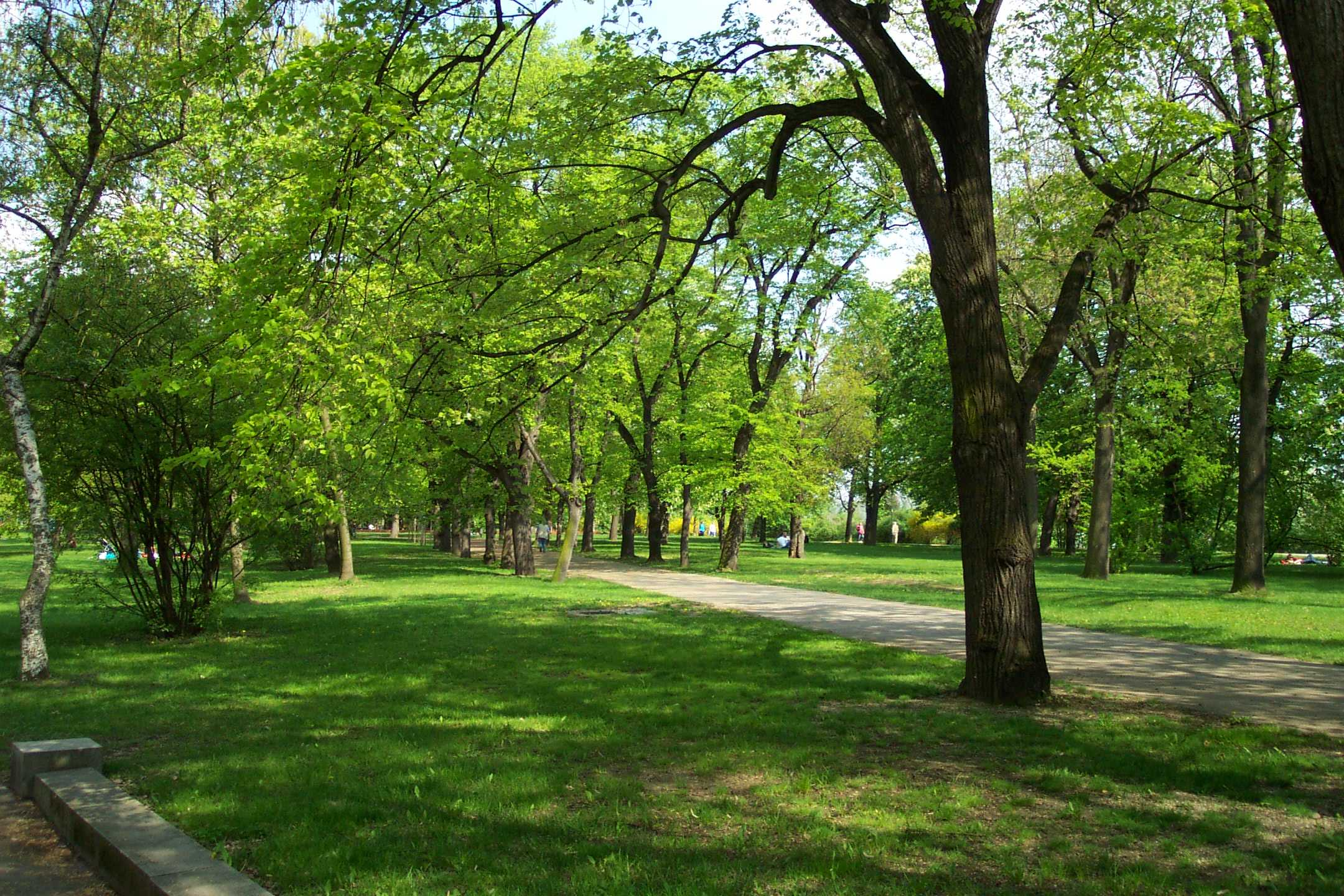
Ansicht vom Letná-Park

Der Park von Letná (Letenské sady) grenzt an den Chotek-Park, welcher Teil der Königlichen Gärten der Prager Burg ist. Heute wird er durch einen Steg über der Straße Chotkova silnice mit dem Chotek-Park verbunden.
Im Park befindet sich seit 1898 als Gartenrestaurant der historistische Hanavský-Pavillon der Prager Jubiläumsausstellung 1891 und das ehemalige Aussichtsrestaurant Praha Expo 58, das ursprünglich auf der Expo 58 in Brüssel stand. Außerdem befindet sich hier das Letná-Karussell, das älteste erhaltene Karussell Europas. Im November 2022 wurde eine Climate Clock installiert.
Der Letná-Park ist trotz seiner zentrumsnahen Lage nach wie vor ein beliebter Naherholungsort der Prager Bevölkerung.

## Der Versammlungsort

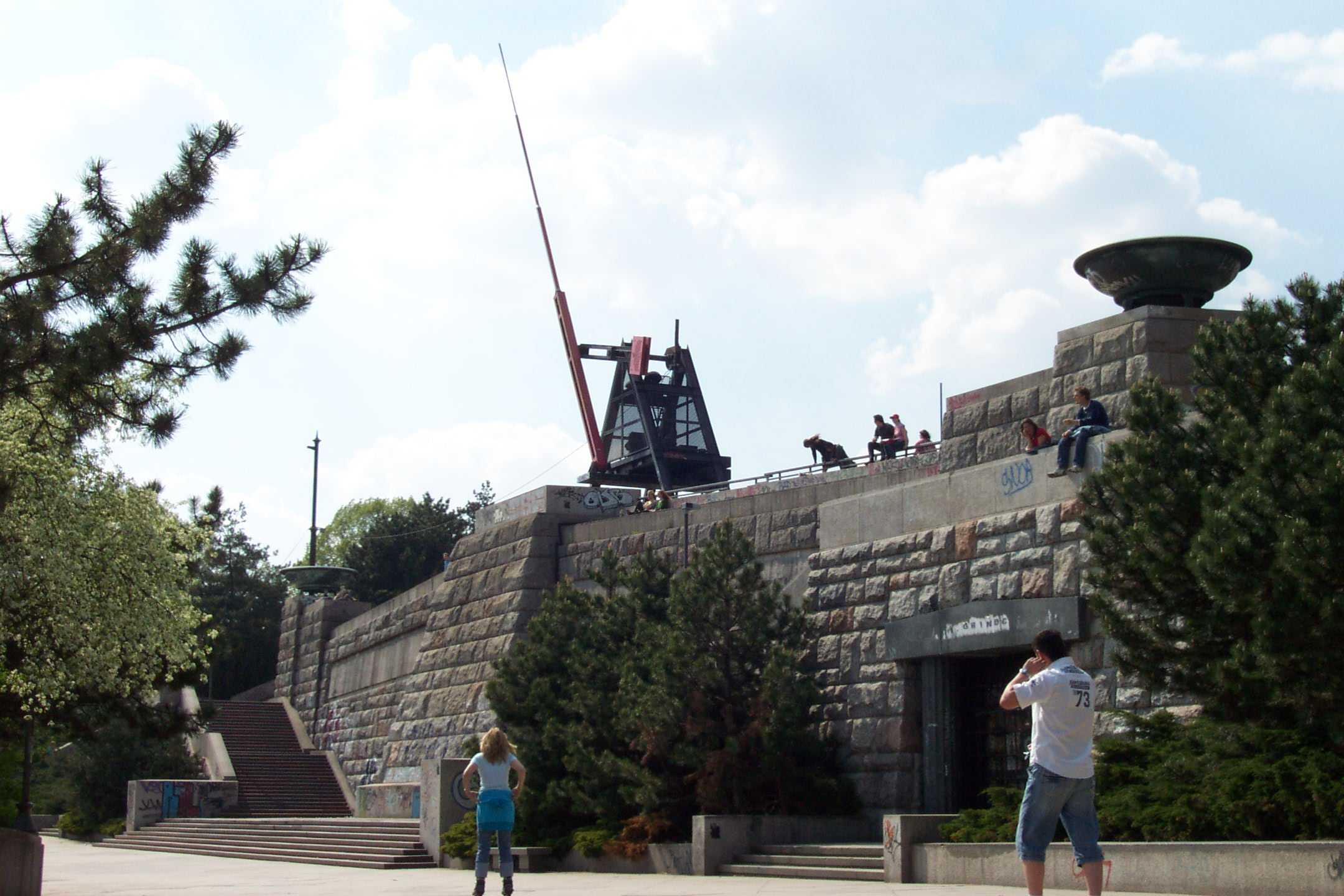
Metronom von Letná

Von 1955 bis 1962 stand auf der Letná Höhe das Stalin-Denkmal. Auf der großen freien Fläche anschließend an die Gärten wurden bis 1989 auch die kommunistischen Massenversammlungen zum Ersten Mai sowie Militärparaden der Tschechoslowakischen Volksarmee abgehalten.
Während der Samtenen Revolution am 25. und 26. November 1989 fanden auf dem Letná-Plateau Demonstrationen im Vorfeld des Generalstreiks am 27. November statt, an denen mehr als eine halbe Million Menschen teilnahmen.
Dort, wo 1955–1962 das Stalin-Denkmal stand, wurde 1991 als Symbol des Wandels der Zeiten ein riesiges Metronom aufgestellt, das der Bildhauer Vratislav Karel Novák (1942–2014) schuf. Später fanden hier auch große Konzerte statt (etwa das erste Konzert von Michael Jacksons HIStory World Tour 1996). Papst Johannes Paul II. zelebrierte hier anlässlich seines Pastoralbesuchs 1990 eine Feldmesse.
Das Fußballstadion von Sparta Prag mit dem Namen Generali Arena, auch bekannt als Letná-Stadion und Sparta-Stadion befindet sich ebenfalls hier auf diesem Gebiet.
Für die weite Freifläche gab es immer wieder verschiedenste Nutzungsvorschläge. Sie stand im Vordergrund der Debatte für das nicht realisierte Projekt des Architekten Jan Kaplický für einen Neubaus der Nationalbibliothek, ein heftig diskutiertes Beispiel der Blob-Architektur. Frühere Vorschläge betrafen auch ein neues großes Fußballstadion oder ein Aquarium.

## Verkehrsgeschichte

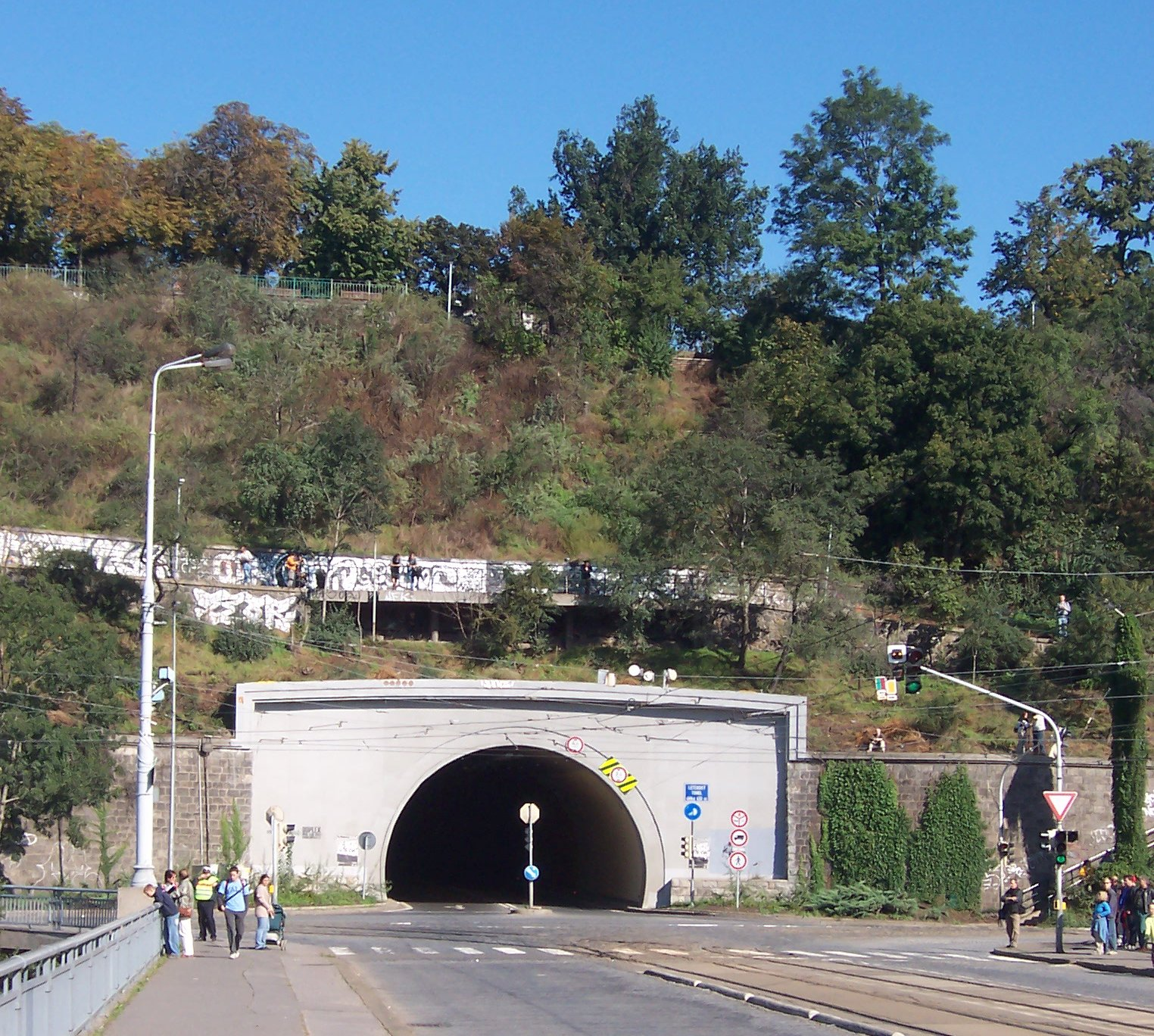
Letná-Tunnel, Südeinfahrt

Seit dem 18. Juli 1891 wurde das Gebiet von der Letná-Standseilbahn (Lanová dráha na Letnou oder kürzer Lanovka na Letnou) von der Altstadt am westlichen Moldau-Ufer aus erschlossen. Diese Standseilbahn stand von Anbeginn im Eigentum der Stadt Prag und wurde jedoch schon im Jahre 1916 in der Folge des Energiemangels während des Ersten Weltkrieges wieder eingestellt und 1922 für endgültig stillgelegt erklärt. Einige Jahre später wurde die Bahn zum großen Teil abgebaut und auf deren Trasse eine große Fahrtreppe errichtet, die noch bis zum 27. August 1935 in Betrieb stand. Danach wurden alle Anlagen auf dem Gelände endgültig abgetragen. Einige Reste sind auch heute noch besonders bei der ehemaligen Bergstation zu sehen.
Unmittelbar gegenüber der Bergstation der Standseilbahn lag die obere Endstelle der von František Křižík gebauten Letná-Straßenbahn (Elektrická dráha na Letné v Praze oder kürzer Letenská elektrická dráha). Sie war die erste elektrische Straßenbahn in Prag und zugleich die erste gebaute tschechische elektrische Bahn überhaupt. Sie wurde mit der Letná-Standseilbahn und der Petřín-Standseilbahn im Rahmen der Großen Prager Jubiläumsausstellung 1891 am selben 18. Juli 1891 eröffnet und 1897 an die neu gegründeten städtischen Verkehrsbetriebe verkauft. Die Straßenbahn verkehrte bis zum Spätsommer 1900, als sie eingestellt und im unteren Abschnitt in das neue städtische Straßenbahnnetz integriert wurde, während ihr weiterführender oberer Teil bis auf die Letná-Höhe abgebaut wurde.
In den Jahren 1949–1951 wurde als Ersatz für die bisherigen auf den Hügel führenden öffentlichen Verkehrsmittel sowie zur besseren Anbindung der Prager Innenstadt mit den Bezirken Letná und Dejvice der Letná-Tunnel mit einer Länge von 426 m erbaut. Im September 2015 wurde der Blanka-Tunnelkomplex in Betrieb genommen, zu dem nördlich der Letná-Höhe eine Zufahrt besteht.